# Václav Ledvinka
Václav Ledvinka (* 7. ledna 1947 Vinařice (okres Louny)) je český historik a archivář, někdejší ředitel Archivu hlavního města Prahy.

## Životopis
Po absolutoriu na Filozofické fakultě Univerzity Karlovy v Praze (obor historie – český jazyk) nastoupil v roce 1976 do Archivu hl. m. Prahy, kde působí doposud a jehož byl ředitelem v letech 1987–2016. Zabývá se především dějinami Prahy, a to zejména v kontextu odborného zaměření na české dějiny 15.-17. století, hospodářské a sociální dějiny, dějiny každodennosti a životního stylu aristokracie a obecně dějiny měst.
Po řadu let předsedal Vědecké archivní radě, spolupracuje s Filozofickou fakultou Univerzity Jana Evangelisty Purkyně v Ústí nad Labem i FF UK, je členem řady odborných komisí a vědeckých rad i dalších orgánů. Podílel se na řadě odborných publikací a za svou činnost byl oceněn medailí Za zásluhy o české archivnictví.
Je členem výboru Sdružení historiků České republiky.

## Knižní publikace
- Úvěr a zadlužení feudálního velkostatku v předbělohorských Čechách. Finanční hospodaření pánů z Hradce 1560-1596. Praha : Ústav československých a světových dějin ČSAV, 1985.
- Pražské paláce. (encyklopedický ilustrovaný přehled). Praha : Akropolis, 1995. (s B. Mrázem a V. Vlnasem)
- Praha. Praha : NLN, 2000. (s J. Peškem)
- Města a šlechta ve středověku a raném novověku. Výbor statí Václava Ledvinky. Praha : Archiv hlavního města Prahy; Ústí nad Labem : Filozofická fakulta Univerzity Jana Evangelisty Purkyně; Dolní Břežany : Scriptorium, 2016. (ed. K. Jíšová)